# Circonscription de Boko
La circonscription de Boko est une des 177 circonscriptions législatives de l'État fédéré Oromia, elle se situe dans la Zone Est Hararghe. Son représentant actuel est Mehamed Abdi Ahmed.